# Bathymyrus
Genre
Le genre Bathymyrus regroupe trois espèces de poissons de la famille des Congridae.

## Liste des espèces
- Bathymyrus echinorhynchus Alcock, 1889
- Bathymyrus simus Smith, 1965
- Bathymyrus smithi Castle, 1968